# Kiełż zdrojowy
Kiełż zdrojowy, kiełż skaczący (Gammarus pulex) – gatunek skorupiaka z rodziny Gammaridae, czasami błędnie opisywany pod nazwą Rivulogammarus pulex.

## Taksonomia
Kiełż zdrojowy był jednym z gatunków opisanych w 10. edycji Systema Naturae Karola Linneusza, w której nazwał gatunek Cancer pulex; epitet gatunkowy pulex jest łacińską nazwą „pchły”. Jego opis był jednak niejasny i może dotyczyć „niemal każdego gatunku obunoga”. Niektóre z odniesień Linneusza dotyczą gatunków słodkowodnych, podczas gdy inne odnoszą się do gatunków morskich. Zgłoszenie nazwy miało miejsce w 1970 poprzez ponowne opisanie gatunku i wybór neotypu z jednego ze strumieni na szwedzkiej wyspy Olandia.
Nazwa Rivulogammarus została użyta dla części rodzaju Gammarus, kiedy został podzielony na mniejsze rodzaje, a Gammarus pulex czasami nazywany jest Rivulogammarus pulex. Nazwa ta jest jednak nieważna zgodnie z Międzynarodowym Kodeksem Nomenklatury Zoologicznej (ICZN), odkąd G. pulex jest gatunkiem typowym rodzaju Gammarus, bowiem rodzaj, który go zawiera, musi być nazwany Gammarus.

## Morfologia
Dorosłe samce tego gatunku mogą dorastać do 21 mm, podczas gdy samice tylko do 14 mm. Ciało dorosłych osobników charakteryzuje mocna budowa; zasadniczo są koloru szarego, z brązowymi lub zielonymi plamami.

## Zasięg występowania i środowisko
Występuje pospolicie w wodach słodkich niemal całej Europy, od dorzecza Wołgi na wschodzie, po Wyspy Brytyjskie na zachodzie. Brak go w Norwegii, części Szkocji i na Irlandii, choć był introdukowany w jeziorze Lough Neagh w latach 50. XX w., gdzie zastąpił rodzimego Gammarus duebeni.
Preferuje potoki o niezbyt silnym prądzie. Często masowy rozwój tego gatunku wiąże się z bardzo wysokim poziomem zawartości węglanu wapnia w wodzie, związku który jest kiełżom niezbędny do budowy pancerzy.
Kiełże zdrojowe są pokarmem wielu ptaków, ryb i wypławków alpejskich.